# リアンダー (軽巡洋艦)
| 「リアンダー」 | |
| 艦歴           | |
| 発注           | デヴォンポート造船所 |
| 起工           | 1930年9月8日 |
| 進水           | 1931年9月24日 |
| 就役           | 1933年3月24日 |
| 退役           | |
| その後         | 1949年に解体 |
| 除籍           | |
| 性能諸元       | |
| 排水量         | 満載：7,270トン |
| 全長           | 554 ft (169 m) |
| 全幅           | 55 ft (17 m) |
| 吃水           | 5.99m |
| 機関           | 海軍式重油専焼三胴水管缶6基 +パーソンズ式ギヤード・タービン4基4軸推進                                                                                              |
| 最大出力       | 72,000 bhp (54 MW) |
| 最大速力       | 32.5ノット (59 km/h) |
| 乗員           | 570名 |
| 兵装           | 15.2 cm（50口径）連装速射砲4基 10.2 cm（45口径）単装高角砲4基 オチキス 47mm（40口径）機砲4基 ヴィッカース 12.7mm（62口径）四連装機銃3基 53.3 cm四連装魚雷発射管2基 |
| 航空兵装       | 水上機：2基 カタパルト：1基 |

リアンダー (HMS Leander) は、イギリス海軍 (Royal Navy) が海軍休日時代に建造して第二次世界大戦で運用した軽巡洋艦。
日本語ではレアンダーと表記することがある。
Leanderという艦名は、ギリシャ神話の登場人物レアンドロス (英: Leander、希: Λέανδρος) に由来する。
リアンダー級軽巡洋艦のネームシップ。
第二次世界大戦開戦前にニュージーランド海軍に貸与されて、同海軍のリアンダー (HMNZS Leander) となった。
太平洋戦線で活動中の1943年（昭和18年）7月中旬、コロンバンガラ島沖海戦で大破、戦争終結まで戦線に復帰できなかった。その後、イギリスに返還されて除籍された。

## 艦歴
1931年（昭和6年）9月24日にデヴォンポートで進水、1933年（昭和8年）3月24日に就役してイギリス海軍に加わった。
1930年代中盤の時点でイギリス海軍が英連邦のニュージーランド海軍支隊に貸与していたのはダナイー級軽巡洋艦の2隻（ディオメード、デュネディン）であったが、それらの代艦としてリアンダー級軽巡2隻（リアンダー、アキリーズ）が貸与される。この際に、カタパルトの換装などの改装工事をおこなった。
リアンダーは軽巡デュネディン (HMS Dunedin) の代艦であったという。
ニュージーランドに進出後、ニュージーランド戦隊 (New Zealand Division of the Royal Navy) のカルナック提督は、リアンダーに将旗を掲げる。本艦は、しばしばオーストラリア海軍と行動を共にした。
1939年8月30日、「リアンダー」はファニング島へ派遣される32名を乗せてニュージーランドのオークランドから出航。9月13日にファニング島より戻った。この間に第二次世界大戦が勃発した。9月25日に「リアンダー」はオークランドから出航し、ドイツ通商破壊艦や補給船の拠点となっていそうなキャンベル島とオークランド諸島へ向かった。しかし、そのような痕跡は見つからず、「リアンダー」は10月1日にウェリントンに帰投した。実はこの時、オークランド諸島の「リアンダー」が調査しなかった場所にドイツ船「Erlangen」がいた。11月にも「リアンダー」はオークランド諸島の調査を行ったが、結果は同じであった。12月はオークランドに留まっていた。
1940年1月、「リアンダー」は第2次ニュージーランド遠征軍第1梯団を運ぶ船団を護衛した。「リアンダー」は輸送船「Dunera」と共にウェリントンからリトルトンへ向かい、同地で兵員を乗せた「Dunera」および「Sobieski」とともに1月5日に出港。ウェリントンからの輸送船「Orion」、「Strathaird」、「エンプレス・オブ・カナダ」、「Rangitata」と合流し、戦艦「ラミリーズ」、重巡洋艦「キャンベラ」とともにシドニー沖まで護衛した。そこでオーストラリアの兵員輸送船団が合流。船団は中東へ向かったが、「リアンダー」はシドニーに残り、その後ニュージーランドに戻った。
続いて第2梯団が出発。それを運ぶのは「Andes」、「Empress of Japan」、「Empress of Britain」、「Aquitania」であった。「リアンダー」は「Aquitania」、「Empress of Japan」、「Empress of Britain」および重巡洋艦「オーストラリア」とともに5月2日にウェエリントンから出航。リトルトンからの「Andes」および重巡洋艦「キャンベラ」と合流し、シドニー沖とバス海峡でさらに3隻の船を加え、5月10日に船団はフリーマントルに到着した。5月12日に船団はコロンボへ向けて出航したが、途中で船団は喜望峰へ、「リアンダー」は単独でコロンボへ向かうよう命じられた。「リアンダー」はコロンボを経て5月26日にアレクサンドリアに着いた。
「リアンダー」など軽巡洋艦5隻で地中海艦隊の第20巡洋艦戦隊が編成されることになっていたが、「リアンダー」は東インド艦隊の第4巡洋艦戦隊に編入と変更された。「リアンダー」はアレクサンドリアを離れ、6月4日にポートスーダンに到着。同日、軽巡洋艦「リヴァプール」が入港し、第4巡洋艦戦隊司令官Murray少将（紅海部隊先任士官）が「リヴァプール」から「リアンダー」に移った。イタリア参戦後の6月11日、ポートスーダン港外でイタリア船「Umbria」が自沈し、「リアンダー」はボートを送って同船乗員と同船に乗っていたスループ「グリムズビー」乗員を収容した。その後は紅海南部やアデンへの近接路を哨戒した。また搭載機によってRas-al-Ara付近で報告された不審な船、次いで敵潜水艦の捜索を行っているが、ともに成果はなかった。6月27日、「リアンダー」、駆逐艦「キングストン」、「カンダハー」は座礁していたイタリア潜水艦「ペルラ」を攻撃した。その際、「リアンダー」の搭載機も攻撃を行った。6月29日、Murrayは「リアンダー」を離れた。
1940年7月2日からリアンダーは紅海を通過する船団の護衛に従事し、11月までに18の船団を護衛した。9月20日、BN5船団が爆撃を受けて、そのなかの「Bhima」が損傷。「リアンダー」は「Bhima」がアデンへ曳航されていくまでそのそばに留まった。10月のBN7船団の護衛中には攻撃してきたイタリア駆逐艦と交戦した。11月27日、アデンで艦長がBevan大佐に代わった。
Banda Alulaの工場で魚の缶詰1000ケースの製造が完了したとの情報により、「リアンダー」は11月28日にアデンより出航してその工場と無線方向探知施設を攻撃した（キャンド作戦、Operation Canned）。「リアンダー」は人を退避させた後で工場を砲撃し、その搭載機のウォーラスは無線方向探知施設を2度爆撃して爆弾4発を投下したものの命中はしなかった。作戦終了後「リアンダー」はボンベイへ向かい、そこで入渠した。
「リアンダー」は12月27日にボンベイから出航し、BN12船団を護衛して紅海へ向かった。次いでアデンまでBS12船団を護衛し、それからコロンボへ向かって1941年1月21日に到着した。1月24日、「リアンダー」の搭載機が、湖に不時着した後、飛び立つ際に墜落して全損となった。
1月24日、イギリス船「Mandasor」がドイツ仮装巡洋艦「アトランティス」に沈められた。「Mandasor」からの攻撃を受けているとの知らせを受け、「リアンダー」と巡洋艦「シドニー」、「キャンベラ」、「コロンボ」による捜索が実施されたが、発見には至らなかった。1月30日にコロンボに戻った「リアンダー」は新しい飛行機を搭載し、翌日出航して10日間哨戒に従事。それから兵員輸送船「Narkunda」の護衛を軽巡洋艦「ドーントレス」から引き継ぎ、2月12日にコロンボに着いた。再び哨戒に従事した後、2月20日に「リアンダー」はオーストラリア兵とニュー自ランド兵を運ぶUS9船団（「Aquitania」、「Mauretania」、「Nieuw Amsterdam」）の護衛を「キャンベラ」から引き継いだ。船団は2月22日にボンベイに着いた。
同日「リアンダー」はボンベイから出航し、One and a Half Degree Channelの西の海域の哨戒に向かった。2月27日、北緯1度、東経68度30分付近でイタリアのラム級バナナ運搬船に似た武装した船を発見。実際、それはラム級の「ラム1世」であった。「リアンダー」の命令に対して「ラム1世」はレッド・エンサインを掲揚し、信号符字として「GJYD」を示したが、それはイギリスの信号書には掲載されていなかった。次いで「リアンダー」は秘密の誰何をしたが、応答はなかった。そのためBevanは臨検することに決め、即時停船が命じられた。「ラム1世」はそれに応答せず、イタリアの旗を掲揚し、発砲。「リアンダー」も撃ち返し、5斉射して命中弾を与えた後、「降伏するか？」という信号旗を揚げた。「ラム1世」は火災が派生し、イタリアの旗は降ろされ、退船が開始されていた。「リアンダー」から「ラム1世」に乗り込もうと向かった者は、イタリア人から火災が激しく、また大量の弾薬を積んでいるため近づくなと言われて乗り込むのをやめた。その後、「ラム1世」は爆発を起こして沈没した。「リアンダー」は103名を救助したが、その内重傷であった1名は死亡した。
「リアンダー」はアッドゥ環礁でイタリア人を給油艦「Pearleaf」へ移すと、哨戒を再開。「リアンダー」は、無線方向探知により敵の存在が示されたサヤ・デ・マルハ・バンク付近へ派遣された。同じく派遣された「キャンベラ」と3月2日に合流し、2隻はサヤ・デ・マルハ・バンクへ向かった。3月4日、「キャンベラ」搭載機がドイツ船「Coburg」とドイツ仮装巡洋艦に拿捕されたタンカー「Ketty Brovig」を発見した。この時、捜索範囲を広げるため「リアンダー」と「キャンベラ」は分かれていた。「キャンベラ」は「Coburg」を攻撃し、「Ketty Brovig」は自沈を図った。その後現場に到着した「リアンダー」は「Coburg」の傍にいるよう求められたが、「リアンダー」がそこに着く前に「Coburg」は沈んだ。一方、「キャンベラ」側は「Ketty Brovig」を救おうとしたものの、不可能であった。「リアンダー」は53名を救助した。この後2隻はモーリシャスへ向かった。
3月5日、「キャンベラ」搭載機がポケット戦艦発見を報じた。しかしそれは誤報であり、「リアンダー」をポケット戦艦と誤認したようであった。3月7日には搭載機によるナザレスバンクとカルガドス・カラホス諸島捜索が行われたが特に何も見つからず、3月8日に2隻はモーリシャスに着いた。
マッサワから潜水艦1隻を伴っているかもしれない敵補給船が会合点へ向かっているとのことで、3月9日に2隻および仮装巡洋艦「City of Durban」はモーリシャスより出航して哨戒を行ったが、成果はなかった（サプライ作戦、Operation Supply）。「リアンダー」は他2隻より先に哨戒を終了し、3月22日にモーリシャスに到着。翌日出航してマダガスカル・モーリシャス間の哨戒に向かった。3月23日、フランス船「Charles L.D.」を臨検。同船はモーリシャスへ送られた。「リアンダー」はその後も5日間哨戒を行った後、モーリシャスを経てコロンボへ向かった。途中搭載機でチャゴス諸島を調べ、4月3日にコロンボに到着。それから「リアンダー」はマドラスへ移動し、4月11日に兵員輸送船団を護衛して出航。翌日船団を軽巡洋艦「シアリーズ」に引き渡し、トリンコマリーを経てコロンボに戻った。
この頃、イラクでクーデターが起こり、親ドイツのラシード･アリーが首相となった。「リアンダー」は東インド艦隊司令長官Leatham中将を乗せて4月14日に出航し、バーレーンを経由して4月18日にシャットルアラブ川河口に到着。同日、インドからの兵員輸送船団がバスラに到着し、上陸が行われたが抵抗はなかった。翌日Leathamは武装ヨット「Seabelle」に移り、「リアンダー」はクウェートに向かった。4月22日に「リアンダー」はシャットルアラブ川に戻り、翌日Leathamを乗せてコロンボへ向かった。
4月29日に「リアンダー」はコロンボに着き、Leathamを降ろすと即日出航。イギリス船「Clan Buchanan」を沈めたドイツ通商破壊艦（これは仮装巡洋艦「ピンギン」であった）捜索に参加した。「ピンギン」は捕捉されず、「リアンダー」は5月3日にコロンボに戻った。
5月6日、「リアンダー」はスエズへ向かう兵員輸送船団US10B船団（「Mauretania」、「イル・ド・フランス」、「Aquitania」）を護衛してコロンボより出航。5月7日に「ピンギン」に沈められたイギリスのタンカー「British Emperor」は遭難信号を発信。同日、「リアンダー」は護衛を「キャンベラ」に引き継ぎ、「ピンギン」捜索を再開した。翌日、重巡洋艦「コーンウォール」が「ピンギン」を沈めた。5月14日、「リアンダー」はコロンボに帰投した。
5月23日、トリンコマリー発。5月29日、アデン到着。6月1日、アデン発。5日後にアレクサンドリアに着き、地中海艦隊の第7巡洋艦戦隊に加わった。
6月8日、シリア・レバノン戦役（エクスポーター作戦）が始まる。リアンダーは6月12日にアレクサンドリアを出港し、翌日シリア、レバノン沖に展開するB部隊 (Force B) に加わった。6月14日、リアンダーとC級軽巡洋艦コヴェントリー (HMS Coventry，D43) は「ベイルート西方沖においてヴィシー政権側のフランス海軍駆逐艦ゲパール (Guépard) とヴァルミ (Valmy) 発見」の報告を受け、駆逐艦4隻を伴い急行するが、戦闘に入る前に砲台の射程内に逃げ込まれてしまった。
6月23日、軽巡リアンダー、D級軽巡のナイアド (HMS Naiad, 93) 、駆逐艦3隻はベイルート沖でフランス駆逐艦「ゲパール」、「ヴァルミ」と交戦した。6月27日、「リアンダー」と「コヴェントリー」はアレクサンドリアに帰投した。
7月、ギロチン作戦（イギリス空軍部隊のキプロスへの移送）に参加。ポートサイド・ファマグスタ間を2度往復し1052名を運んだ。
リアンダーは7月31日にポートサイドを離れ、アデン、コロンボ、フリーマントル経由で8月28日にシドニー着。8日後にアキタニアを伴ってシドニーを離れ、9月8日にウェリントンに到着した。
1943年（昭和18年）7月5日から6日にかけて、ソロモン諸島中部ニュージョージア諸島コロンバンガラ島とニュージョージア島間のクラ湾において、連合国軍巡洋艦部隊と日本海軍の水雷戦隊が夜戦を繰り広げた。このクラ湾夜戦で連合軍は軽巡洋艦ヘレナ (USS Helena, CL-50) を喪失し、穴埋めとしてリアンダーが水上艦戦闘に投入されることになった。
7月12日（連合軍時間7月13日）、軽巡ホノルル (USS Honolulu, CL-48) 、軽巡リアンダー (HMNZS Leander) 、軽巡セントルイス (USS St. Louis, CL-49) 、駆逐艦10隻からなるウォルデン・L・エインズワース少将の第36.1任務群は、クラ湾において、ふたたび日本海軍の水雷戦隊と交戦する。
この小規模部隊は第八艦隊麾下の外南洋部隊増援部隊、すなわち増援部隊指揮官伊崎俊二少将（第二水雷戦隊司令官）が指揮する軽快艦艇6隻（軽巡洋艦神通、駆逐艦三日月、清波、雪風、浜風、夕暮）であった。
こうしてコロンバンガラ島沖海戦と呼称される夜間水上戦闘が生起する。日本側は旗艦の軽巡神通が沈没し、第二水雷戦隊司令官が戦死した。連合軍側は、駆逐艦グウィン (USS Gwin, DD-433) が沈没し、軽巡3隻（ホノルル、リアンダー、セントルイス）が大破した。
戦闘開始直後、連合軍巡洋艦は探照灯を照射した神通にむけて主砲を発射、神通を撃破した。だが日本側水雷戦隊が発射した酸素魚雷がエインズワース部隊を襲い、被雷したリアンダーも早々に落伍した。魚雷1本の命中により、28名が戦死。沈没こそ免れたものの被害は深刻で、長期修理を余儀なくされる。本艦の代艦としてフィジー級軽巡のガンビア (HMS Gambia, 48) がニュージーランドに貸し出された。
同年9月、イギリス海軍はフィジー級軽巡洋艦のガンビア (HMS Gambia, 48) を、ニュージーランド海軍に供与した。
その後のリアンダーは世界大戦終結まで特に戦績もなく、1945年（昭和20年）に修理が完了してイギリス海軍に戻った。1946年（昭和21年）10月、コルフ海峡事件に遭う。1949年（昭和24年）12月にスクラップとなった。元リアンダー艦長のスティーブン・ロスキル (Stephen Wentworth Roskill) 大佐は退役後に海軍史家となり、数々の著作を残している。

## 武装の転換
1939年に4.7cm単装機砲4基が撤去され、1941年に12.7mm四連装機銃3基が撤去されてヴィッカース 4cm（39口径）ポンポン砲が4連装砲架で2基、エリコンFF 20 mm 機関砲が単装砲架で5基が追加された。1942年に284型レーダーと291型レーダーを搭載した。1943年にカタパルトと水上機を撤去してエリコン 2cm単装機関砲を4基追加した。1945年8月に3番主砲塔とエリコン 2cm単装機関砲5基を撤去し、ボフォース 40mm機関砲を四連装砲架で2基、エリコン 2cm連装機関砲3基を追加した。285型レーダー2基を追加した。